# Adolph von Vagedes

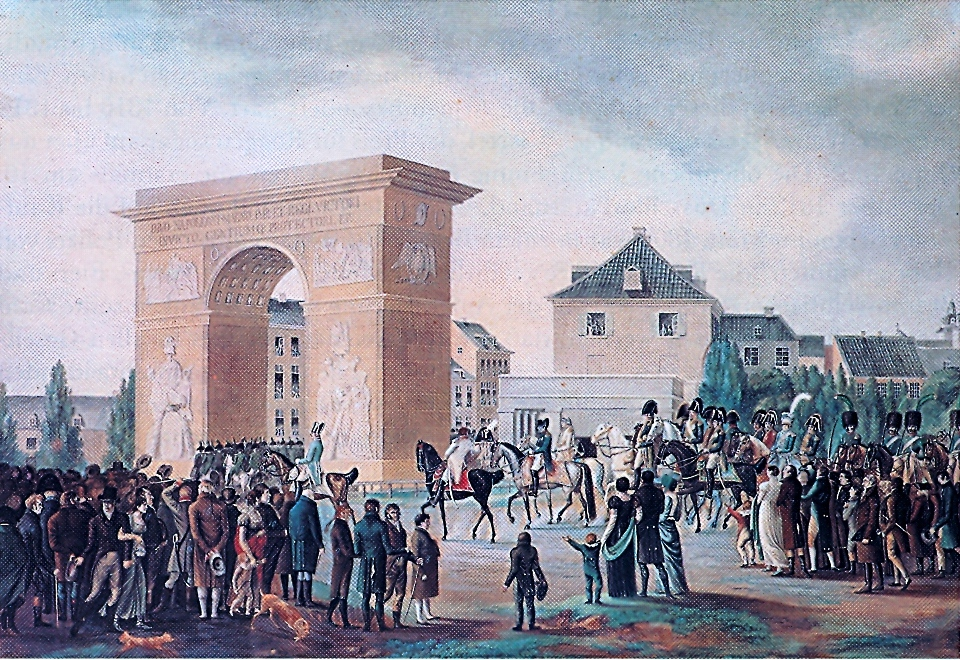
Arc de triomphe sur Elberfelder Straße conçu par Adolph von Vagedes, entrée de Napoléon à Düsseldorf le 2 novembre 1811

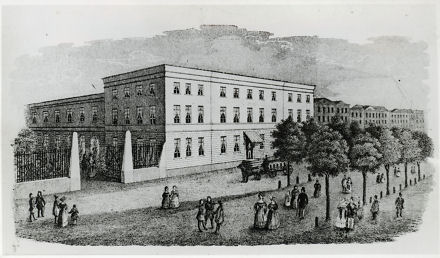
Breidenbacher Hof vers 1870, architecte Adolph von Vagedes

Adolph Anton von Vagedes (né le 25 mai 1777 à Münster et mort le 27 janvier 1842 à Düsseldorf) est un architecte et urbaniste prussien du classicisme, qui apparait également comme poète. Vagedes se fait connaître principalement pour son urbanisme et ses bâtiments publics à Düsseldorf.
Il travaille comme architecte à Münster et à Düsseldorf depuis 1809. En 1812, il est nommé directeur grand-ducal des bâtiments de Berg et en 1818 officier des bâtiments du gouvernement prussien et en 1830, il est transféré à Köslin.
En tant que poète, il utilise, entre autres, les pseudonymes Philipp Nebeke et Maria. Son frère aîné est le maître d'œuvre de Schaumburg-Lippe Clemens August von Vagedes (de) (1760-1795).
Il réalise les plans des villes de Düsseldorf et Krefeld. Son œuvre est également visible dans de nombreuses autres villes rhénanes comme Aix-la-Chapelle, Wuppertal et Rees. Il conçoit par exemple le porte de Ratingen (de) à Düsseldorf, est l'inspirateur de la Königsallee et du « Düsseldorfer Linden » et l'initiateur des quatre « Krefelder Wälle ».
Des éléments clairs de ses projets sont encore visibles aujourd'hui à Krefeld, notamment grâce au travail continu de son assistant et étudiant Heinrich Johann Freyse (de) d'Essen, après quoi le propre gendre de Vagede, Friedrich Wilhelm Heyden, agit dans l'esprit des idées de Vagede.
Adolph von Vagedes est une personne extrêmement polyvalente. En plus de son travail d'urbaniste et d'architecte, il travaille également comme metteur en scène de théâtre, scénographe, poète, musicien, mathématicien et peintre.

## Biographie

### Origine et formation
Von Vagedes est le septième enfant de l'administrateur puis greffier du gouvernement de l'électeur de Cologne et du « Conseil judiciaire » de Münster Johann Theodor Heinrich von Vagedes (de) (mort en 1803) et son épouse Constanze von Graff. Il est baptisé également le 25 mai 1777 dans l'église Notre-Dame-des-Eaux de Münster (de). Le supérieur du père, le ministre Franz von Fürstenberg, et la comtesse Anna Maria von Plettenberg-Galen (de) du château de Nordkirchen sont nommés parrains et marraines. Ces parrainages joueront un rôle important dans la vie ultérieure d'Adolph von Vagedes.
Comme ses frères aînés Clemens August et Franz Arnold Bernd, Adolph von Vagedes étudie probablement au lycée Saint-Paul. Comme son frère Clemens August von Vagedes, il abandonne ses études de droit ultérieures à l'Université de Münster, qu'il était contraint de poursuivre dans l'esprit de la tradition familiale, pour étudier l'architecture.
Comme son frère, Adolph von Vagedes est probablement instruit par le directeur principal de la construction de Münster, Wilhelm Ferdinand Lipper (de), mais c'est l'exemple de son frère qui laisse les plus fortes impressions Seule une ébauche d'un maître-autel de la cathédrale de Münster et les décorations intérieures commandées dès 1799 par le beau-père d'Adolph, l'entrepreneur de bals et négociant en vin Johann Wilhelm Gabler, au premier étage de la maison détruite au numéro 2 de la Neubrückenstraße pendant la Seconde Guerre mondiale, laissent ou ont laissé entrevoir des traits des formes de Lipper, encore fortement "baroques" et d'un classicisme précoce. Le langage formel de Vagedes est encore peu visible ici.
Le jeune Adolph von Vagedes est sans doute énormément influencé par les impressions et les enseignements reçus à l'extérieur, et ce bien avant le début du siècle. C'est probablement grâce à l'échange d'idées avec son frère aîné, Clemens August, qu'il prend connaissance de la vision architecturale de Friedrich Wilhelm von Erdmannsdorff, architecte du prince Léopold-Frédéric-François d'Anhalt-Dessau. Ses travaux réalisés en Westphalie au cours des dix premières années du XIXe siècle laissent penser qu'il connaisse les installations réalisées par Erdmannsdorff à Wörlitz La profonde impression que les bâtiments d'Erdmannsdorff, y compris le temple du parc de Wörlitz (de), lui ont laissé, se reflète souvent plus tard dans ses propres créations.
Peu de temps après avoir découvert l'approche architecturale d'Erdmannsdorff, Vagedes devient l'élève de Jean-Nicolas-Louis Durand (1760-1834) à l'École polytechnique de Paris. Là, il rencontre également Clemens Wenzeslaus Coudray (de), plus tard directeur principal des bâtiments de Goethe à Weimar, avec qui il correspond longtemps. Johann Peter Cremer (de) (1785-1863), avec qui Vagedes travaille plus tard à Düsseldorf, est également à cette époque l'un des étudiants de Durand.
L'inquiétude quant au sort de ses proches et de sa ville natale de Münster incite Vagedes à retourner dans son pays natal au plus vite. Après la mort du dernier prince-évêque en 1801, Münster est occupée par le général prussien Gebhard Leberecht von Blücher en 1802 et change officiellement de mains en 1803 selon la décision du recès de la Diète d'Empire de 1803.
On peut supposer qu'Adolph Anton von Vagedes est de nouveau à Münster depuis 1802, où il épouse Clara Franziska Gabler, de douze ans sa cadette, le 4 mai 1803. Deux mois plus tard, son père décède à l'âge de 74 ans. À ce stade, seuls deux de ses sept frères et sœurs et sa mère sont encore en vie.

## Œuvres (sélection)

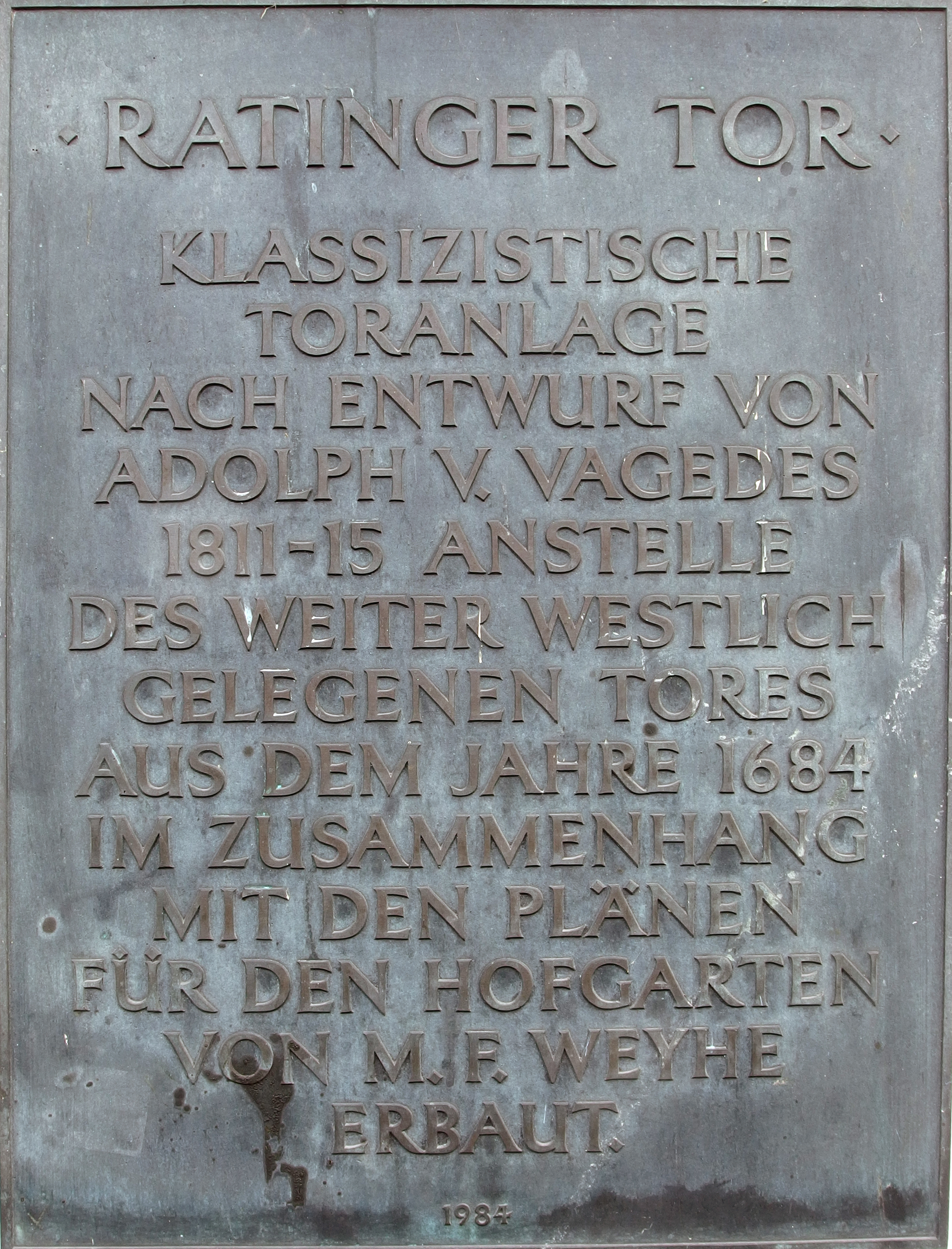
Plaque commémorative d'Adolph von Vagedes, Ratinger Tor, Düsseldorf.

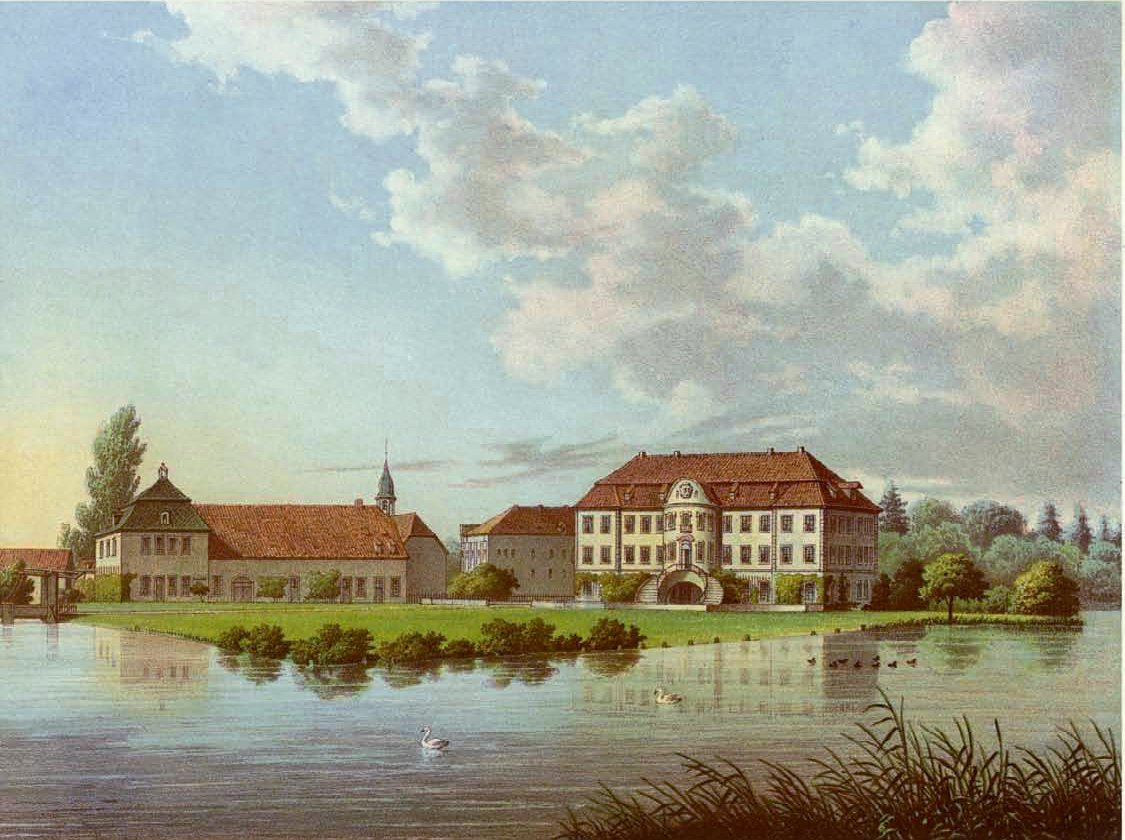
Château de Ketteler au premier plan, au fond Château de Korff, par Christian Hohe dans la collection Duncker.

- 1805-1806 : Nouvelle construction du château von Korff (de). Un manoir classique, construit sur le modèle du château de Wörlitz (de) près de Dessau.
- 1805-1812 : Transformation de l'ancien couvent des Célestins en palais Spinrath (de), Ratinger Straße (de) à Düsseldorf.
- 1809 : Pont d'or (de), pont en arc sur l'étang du Jardin de Cour de Düsseldorf (de).
- 1811-1815 : Porte de Ratingen (de), la dernière porte de la ville construite à Düsseldorf dans le style d'un temple grec avec des colonnes doriques. Elle est également considérée comme un modèle pour la Neue Wache de Schinkel et pour les Propylées de Munich.
- 1814 : Obélisque en l'honneur du Landsturm volontaire des Siebengebirge sur les ruines du château de Drachenfels (de).
- 1815 : Toit en casque sur la flèche de l'église Saint-Lambert de Düsseldorf (de).
- 1817-1819 : Projets d'agrandissement de la ville de Krefeld. Vagedes conçoit un plan ambitieux basé sur une croix grecque, mais Berlin le force à adhérer au quadrillage des rues existant. Il l'agrandit considérablement et l'entoure d'un grand rectangle de quatre rues, les remparts. La démolition des fortifications de l'ancienne ville et des larges boulevards qui les remplacent, les quatre remparts (murs nord, est, sud et ouest) sont ensuite réalisés vers 1840 par des bâtisseurs jusqu'alors inconnus.
- 1818 : Planification d'une nouvelle nef pour l'abbaye de Gräfrath à Solingen.
- 1818-1820 : Nouveau bâtiment après la démolition de l'église protestante de Solingen-Wald (de). Après l'effondrement de la nef centrale, Vagedes se voit interdire de poursuivre la construction. Achèvement en 1823 sous Friedrich Felderhoff.
- 1819 : Projet d'agrandissement et d'embellissement de Mülheim.
- 1820 : Planification de la réparation du mausolée ducal de l'église Saint-André de Düsseldorf (de).
- 1826 : Château d'Eller (de) comprenant le donjon du château médiéval à douves (attribution).
- 1828 : Réaménagement de la cour extérieure et de la façade orientale du château de Varlar (de).
- 1828-1832 : Nouvelle construction de l'église paroissiale catholique Saint-Laurent (de) à Wuppertal-Elberfeld.
- 1830 : Socle de la statue équestre (de) de l'électeur Jean-Guillaume (1658-1716), dit « Jan Wellem », sur la place du marché devant l'hôtel de ville (de) de la vieille ville de Düsseldorf.
- 1831-1832 : Transformation de l'ancienne fonderie Grupello en théâtre (de) (théâtre Grupello) sur la place du marché de Düsseldorf (de).

## Bâtisseur

### Münster
Après sa formation, Adolph von Vagedes travaille d'abord comme dessinateur et évaluateur d'art en 1803 et 1804. Les premières commandes qu'il accepte à Münster sont des travaux pour des amis et des parents.
Pour son beau-frère le Dr. Theodor Lutterbeck, qui travaille d'abord comme médecin, puis comme professeur privé, construit le bâtiment résidentiel au Katthagen n° 15, qui est un bâtiment de trois étages à quatre noyaux en plâtre avec une bande de pilastres fonctionnelle et sans ornements entourant les deux des étages supérieurs et un rez-de-chaussée carré en plâtre entièrement conforme aux traditions de Münster de l'époque. Un balcon grillagé avec une corniche coudée et reposant sur des encorbellements est inséré dans les deux axes centraux du bâtiment, détruit pendant la Seconde Guerre mondiale. L'Acrotérie décore les angles avant et le centre de l'avant-toit.
La maison Prinzalmarkt n° 19, également détruite lors de la dernière Guerre mondiale et attribuée au jeune Vagedes, possède également des pilastres encadrant les champs de fenêtres. Ce qui est inhabituel pour Vagedes, c'est le toit élevé avec des fenêtres mansardées, qu'il conçoit probablement de cette façon pour des raisons d'intégration visuelle dans l'environnement.
On peut supposer que la construction du château de Korff-Harkotten (de) près de Füchtorf, qui le place soudainement au premier rang des maîtres d'œuvre de Münster, se produit entre la construction des deux bâtiments mentionnés et celle des deux pharmacies qui leur succèdent durant la période de création de Vagedes à Münster. Cependant, il est également possible que la « Pharmacie du Lion », qui se trouve sur le marché principal numéro 16 jusqu'à sa démolition en 1902, ait été une expérience préliminaire précédant la construction du palais. Ce bâtiment n'est pas basé sur la tradition, mais est toujours classique.
L'intérieur de la « Sonnenapotheke » au Spiekerhof (de) et la « Falgersche Gartenhaus » au Wilhelmstrasse 11 font également partie des bâtiments créés par Adolph von Vagedes à Münster.

### Brünninghausen
Alors que Vagedes est encore occupé à la construction de Korff-Harkotten, à partir de 1806, il assume un rôle de consultant pour la planification du nouveau Düsseldorf à l'instigation de Georg Arnold Jacobi (de), fils de l'ami de Goethe Friedrich Heinrich Jacobi, qui vit à Pempelfort près de Düsseldorf. L'idée de signer Vagedes vient probablement de son parrain Fürstenberg, avec qui Jacobi a des liens.
On ne sait pas combien de fois Adolph von Vagedes se rend à Düsseldorf avant son déménagement définitif de Münster. Cependant, l'amitié qui se développe entre lui et le jeune  Peter von Cornelius à cette époque, et qui conduit dès 1806 à une collaboration entre Vagedes et Cornelius pour le réaménagement de la cathédrale Quirinus (Neuss), permet de conclure que ces séjours doivent être assez nombreux. C'est ce que prouvent également des lettres adressées à Vagedes à l'adresse d'un hôtel, que Cornelius a écrites après son déménagement à Francfort-sur-le-Main.
Avant que Vagedes ne s'installe définitivement à Düsseldorf, il est captivé par une autre commande, qui sert essentiellement à préparer la conception du jardin de Düsseldorf. C'est lui qui est responsable de l'achèvement et de la construction du parc du château de Brünninghausen, près de Dortmund-Hörde.
Le château entouré de douves datant d'environ 1600, qui appartient à l'époque au baron Gisbert von Romberg (de), est reconstruit à plusieurs reprises et a finalement reçu un aspect classique. Il est difficile de déterminer exactement quel rôle Vagedes joue dans ces gaufrages et ajouts, mais ses propres dessins de conception des cadres de fenêtres et des encorbellements prouvent qu'il doit être impliqué dans l'agrandissement du château. À Brünninghausen, Vagedes poursuit les plans d'August Reinking (de), décédé en 1819. Les projets de Brünninghausen ne concernent pas seulement l'agrandissement du château, mais également l'aménagement du parc avec une grande variété d'équipements décoratifs. Comme Reinking avant lui, Vagedes y travaillé avec le jardinier de la cour de Düsseldorf, Maximilian Friedrich Weyhe.

### Fin des années de Krefeld
Après que Vagedes a dû accepter d'énormes réductions dans la mise en œuvre de son grand plan de Düsseldorf, il s'éloigne de plus en plus de sa position officielle, pour laquelle il lutte principalement depuis 1816 afin de pouvoir poursuivre sa planification. Après 1830, la cessation de ses fonctions officielles s'effectue progressivement automatiquement après que le ministre Kaspar Friedrich von Schuckmann tente en vain de le faire transférer dans une autre circonscription administrative et de le remplacer par Franz Anton Umpfenbach (de) de Coblence
Le roi lui-même a stoppé cette tentative et avait ordonné à Vagedes de rester pour le moment à Düsseldorf, tout en lui proposant en même temps un poste de professeur privé d'architecture à Bonn. Vagedes, cependant, ne veut rien d'autre que construire et n'accepte pas le poste d'enseignant.
Bien avant cela, il a reçu des commandes privées de Krefeld, dont les plus anciennes ont probablement été confiées à Gottschalk Floh et Peter von Lövenich. Le domaine de la famille Floh, entré en possession du musée Krefeld-Linn (de) en 1947, contient des dessins manuscrits signés d'Adolph von Vagedes pour trois abris de jardin et autant de monuments funéraires. Le domaine contient d'autres projets signés, qui ne peuvent cependant pas toujours être clairement classés dans le développement actuel de Krefeld.
La première date donnée par Vagedes lui-même sur ces projets est le 10 juillet 1818 et tombe donc dans la période de controverse sur les modifications apportées à son plan de la ville de Krefeld. Certains de ces plans font probablement référence à un projet vagédésien de la « maison de Neuhofen » près de Bockum, qui appartient à Gottschalk Floh. D'autres fiches concernent la construction d'une crypte familiale Floh et d'autres contiennent des suggestions pour les abris de jardin. Ce qui est significatif dans ces conceptions, c'est que les idées formelles qui y sont présentées se retrouvent dans les conceptions d'autres fabricants de Krefeld. Il est clair que le concepteur de la maison Uerdinger Herberzhäuser et de la maison Solbrüggen est également le fabricant de ces feuilles.
La rénovation de l'ancienne résidence des chevaliers Sollbrüggen, avec son parc s'étendant jusqu'à la rue, à proximité de la Uerdingerstraße, est réalisée vers 1832. Cette transformation est en quelque sorte déterminée par l'ancienne structure du domaine. Un balcon grillagé en fer, dont les portes d'accès sont placées sous un triple arc décoré de motifs ornementaux classiques, conférait au bâtiment une noblesse dont l'effet reposait sur les dimensions cohérentes des étages et la taille des fenêtres.
À peu près à la même époque, Vagedes travaille sur les maisons Uerdinger Herberz. En principe, les plans de ce bâtiment de trois maisons, commandé par le marchand d'Uerdingen Balthasar Napoléon Herberz pour lui-même et ses jeunes frères, doivent provenir de Vagedes lui-même. Cependant, il a probablement progressivement laissé la continuation après 1833 à ses employés Christian et Friedrich Wilhelm Heyden, qui sont ses gendres, ainsi qu'au futur architecte de la ville de Krefeld, Freyse.
Des éléments du classicisme tardif dans les détails suggèrent que des modifications sont apportées au bâtiment à la suite de cette transition. Cependant, le caractère général de Vagedes est conservé, notamment dans la conception des escaliers et des salles de banquet. La simple façade extérieure ne donne aucune idée du soin et de la générosité avec lesquels l'agrandissement intérieur est réalisé, qui prend des années.
À l'origine, Vagedes est également crédité de la planification du « château de Griffenhorst » à Krefeld-Linn (de), qui est construit entre 1838 et 1843, car le bâtiment créatif du pavillon de chasse octogonal avec les ailes avant saillantes à deux étages semble être un développement du jardin de Vagedes. Style de maison dans une forme plus grande[pas clair]. Cependant, on suppose désormais que ces dessins proviennent probablement de l'inspecteur agricole de Düsseldorf, Otto von Gloeden.